# DNA-polymerase
DNA-polymerase is een enzymcomplex betrokken bij de DNA-replicatie. Het verdubbelt het DNA door aan elke base de complementerende base te plakken. De structuur en genetische code van DNA-polymerase-eiwitten is, zoals geldt voor de meeste essentiële eiwitten, evolutionair sterk geconserveerd. Complementerende basen zijn enerzijds adenine en thymine, en anderzijds cytosine en guanine.
DNA-polymerase voegt basen toe in de 5' → 3'-richting, en heeft om in gang te komen een primer nodig. Een primer is een kort RNA fragment met een open einde. Primers bestaan uit RNA- en DNA-basen waarvan de eerste twee basen altijd RNA zijn, die gesynthetiseerd zijn door het primase-enzym. Aan de primer bindt PCNA wat de binding van het polymerase mogelijk maakt.
Het enzym helicase zorgt dat het dubbelstrengs-DNA uit elkaar 'ritst'. Foutcorrectie is een eigenschap van veel, maar niet alle DNA-polymerases. Dit proces verbetert fouten in nieuw gemaakt DNA. Zodra een fout wordt herkend keert het enzym van richting om. De 3' → 5' exonuclease (de proofreading-activiteit) van het enzym zorgt ervoor dat het foute basepaar verwijderd kan worden. Na de verwijdering van de foutieve base kan het enzym de correcte base invoegen en verdergaan met de synthese van het DNA. Er zijn ook nog speciale DNA-polymerases die helpen bij DNA repair. In het laboratorium wordt DNA-polymerase gebruikt om in een polymerase-kettingreactie het DNA te vermeerderen. Ook sequencing, het decoderen van het genetische materiaal, is een soort polymerase-kettingreactie.
Retrovirussen coderen een speciaal soort DNA-polymerase, reverse transcriptase, een RNA-afhankelijk enzym dat RNA omzet in DNA. Dit DNA wordt dan de celkern van de host ingebracht en daar gerepliceerd. Dit enzym wordt gebruikt in een analysetechniek die Reverse transcription polymerase chain reaction heet, en gebruikt wordt om genexpressie te meten.